# Öre
Denna artikel handlar om valutaenheten. För beteckningen på bergartsfragment, se Ör.

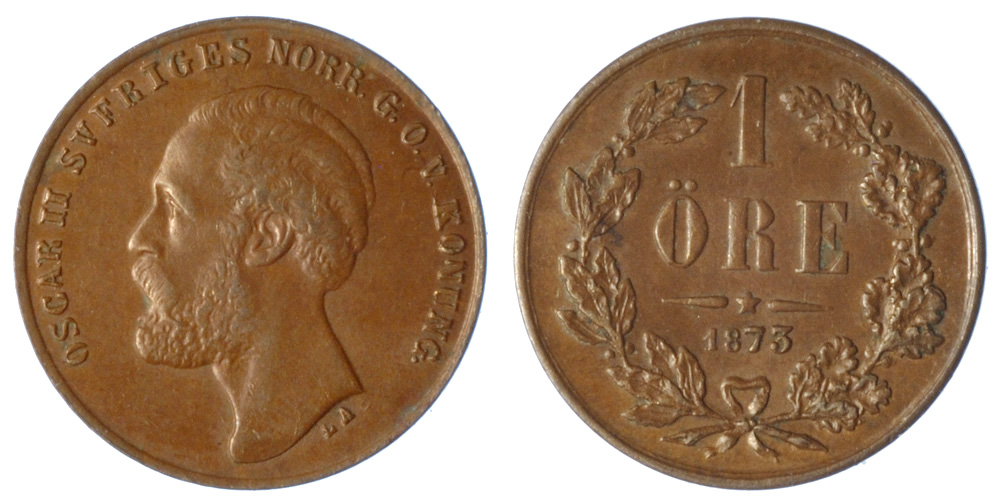
1 Öre, Sverige 1873

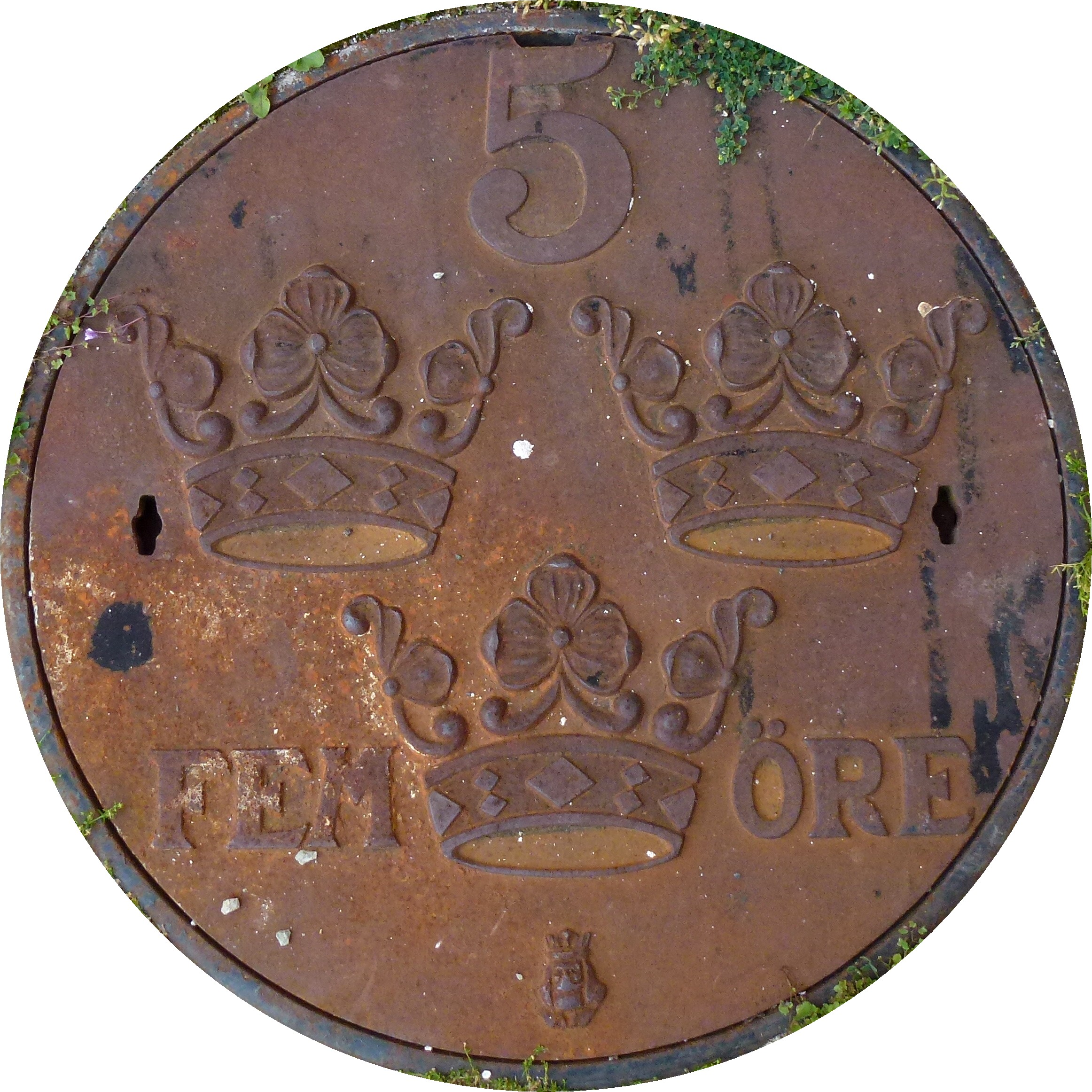
Ett brunnslock i form av ett 5-öresmynt.

Öre är en valutaenhet i Sverige, Norge och Danmark som motsvarar en hundradels krona. På Island heter motsvarande valutaenhet eyrir (pluralis aurar), som är en hundradels króna.
Termen öre kommer från myntet aureus (’gyllene’) som användes i Romerska riket, och var värt 25 silverdinarer.
I dagligt tal används ibland "öre" när man talar om höjningar eller sänkningar av skatt. I de fallen avses hur många öre mer eller mindre per intjänad hundralapp som går till skatt.

## Historik

### Medeltiden (Sverige)
På medeltiden var mynträkningens enheter mark, öre och penningar. 
I vår äldsta svenska mynträkning, där marken var den högsta myntenheten, delades denna i 8 ören, samt vart öre delades i 3 örtugar.
Hur många penningar som gick på varje öre varierade eftersom Svealand, Götaland samt Linköpings stift (inklusive Öland och Gotland) hade olika mynträkning. I Svealand var varje öre 24 penningar. I Götaland var ett öre värt 48 penningar och 36 i Linköpings stift.

### 1200–1400-talen (Sverige)
De inhemska mynt, vilka på 1200-talet och första hälften av 1300-talet cirkulerade inom landet, och som från Folkungarnas tid på ena sidan bar prägeln tre kronor, samt på den andra ett lejon över tre strömmar, var ännu endast penningstycken, så vitt man kan bedöma av historiska handlingar och befintliga mynt. Men under Albrekts av Mecklenburg regering började högre myntvalörer, som kallades örtugar, präglas, varefter uttrycket ”mark örtuger,” liksom förut ”mark penningar”, förekom allmänt i handlingarna.
Det är ganska givet att konung Albrekt, vid införandet av sitt nya myntsystem, bestämdes av den erfarenhet han inhämtat från Tyskland om behovet och nyttan av högre myntvalörer för den allmänna rörelsen. Det innebar också ett stort steg framåt i myntväsendets utveckling. Men man saknar all bestämd kännedom om den myntfot, efter vilken dessa örtugar slogs.

### 1500- och 1600-talen (Sverige)

Tvåöring, silvermynt från 1573.

Ettöring, silvermynt från 1592.

Den första ettöringen som mynt slogs 1522 av kung Gustav Vasa. Ettöringen var då ett silvermynt och tillverkades i Uppsala och Arboga. Den präglades även i Åbo (1523–1524), Stockholm (1523, 1528–1530) och Västerås (1528–1530) Den första tvåöringen som mynt slogs 1536 av Gustav Vasa vilket fortgår till hans död. 1543 börjades tillverkning av valören 2 mark/16 öre. Samma år tillverkades också klippingar i valören 15 öre, 12 öre, 4 öre och 2 öre i Svartsjö. I Åbo 1556–1557 tillverkades valörerna 16 öre, 8 öre, 4 öre och 2 öre.
Erik XIV introducerade valören 1/2 öre 1561 och Johan III valören 4 öre 1575. Samtliga öresvalörer slås i Stockholm utom hertig Karls 4 öre 1587 som, slås i Nyköping. Mynt med valören öre slogs även i Göteborg 1609–1611, 1625–1627, 1635–1636, i Kalmar 1623–1627 och i Norrköping 1626. Dessutom slår hertig Johan av Östergötland (Johan III:s son) 1617 ett öresmynt i Söderköping.
Under Gustav II Adolf påbörjas 1624 ett försök att slå halvöresmynt av koppar i Säter i Dalarna. Det permenteras snart och man gör klippingar i Säter och Nyköping i valörerna 2, 1, 1/2  och 1/4 (fyrk) öre. 1626 början man använda valsverk och även Arboga tillkommer som präglingsort. Från 1627 präglar man bara valsverkspräglade rundmynt om 1, 1/2 och 1/4 (fyrk) öre. Drottning Kristina fortsätter kopparörena med valörerna 1 (från 1638) och 1/4 öre. Parallellt med kopparmyntningen slogs även 1 öre i silver i Stockholm. Under Gustav II Adolf och Kristina slås dock öresmynt av koppar och silver väldigt sällan samma år.
1644 flyttas kopparmyntningen till Avesta och därefter görs alla öresmynt i koppar där (undantaget 1 öre KM 1719–1720, 1 öre SM 1737, 1/2 öre SM 1720–1721 och 1 öre KM 1720–1721, 1724–1726 samt 1750 som präglades i Stockholm). Karl X Gustav fortsatte att prägla 1/4 öre i koppar i Avesta och 1 öre i silver i Stockholm. Under Karl X Gustav och Karl XI ökar öresmyntningen i silver och sker parallellt med kopparmyntningen.
Efterhand som kopparmynten ökade minskade deras värde. I början var 1 öre SM (silvermynt) lika med 2 öre KM (kopparmynt) men snart blev den 2 1/2 öre KM och 1664 3 öre KM. Från 1661 satte man alltid ut på kopparmyntet om det räknades i silvermynt (SM) eller kopparmynt (KM). Under Karl XI:s första år finns en mängd olika kopparmynt; 2 1/2 öre KM 1661, 2 öre KM 1661–1665, 1 öre KM 1661–1664 samt 1/2 öre KM 1661–1664. Från 1666 slogs ytterligare en ny valör, 1/6 öre SM, och från 1669 1 öre SM. Alla dessa slås i Avesta. 1686 upphör all öresmyntning i koppar för en tid. Samtidigt med kopparmynten slås öresmynt i silver i Stockholm, främst 1 öre och 4 öre men 1664–1669 samt 1675–1676 (i Landskrona) även 2 öre. 1684 upphör myntningen av 4 öre och 5 öre slås från 1690. 1665 präglas det sista halvöret på 1600-talet.

### 1700-talet (Sverige)
Under Karl XII slås öresmynt i koppar sporadiskt, 1 öre SM endast 1715 och 1/6 öre SM 1701–1708 samt 1715, 1716 och 1718. Öresmynt i silver slås desto mer, 1 öre och 5 öre. 1715 upphör myntningen av 5 öre och 4 öre samt 2 öre slås från 1716. Under Ulrika Eleonoras korta regeringstid slås två öresvalörer i silver, 5 öre 1719 och 1 öre 1720. I Stockholm slås kopparmynt med valören 1 öre KM 1719 och 1720. 1 öre KM slås även i Avesta 1720. Under Fredrik I:s första år slås två valörer kopparmynt i Stockholm, 1/2 öre SM 1720–1721 och 1 öre KM 1720–1721 samt 1724–1726. Från 1730 präglas 1 öre SM i koppar i Avesta och från 1743 2 öre SM. Dessutom slogs 1 öre KM 1746 och 1749 (i Avesta) samt 1750 (i Stockholm). Under hela tiden slogs 1 öre och 5 öre i silver i Stockholm. 2 öre slogs endast 1732. 10 öre i silver började präglas 1739. Under Adolf Fredrik skedde inga stora förändringar: 10, 5 och 1 öre i silver slogs i Stockholm samt 2 öre SM och 1 öre SM i koppar slogs i Avesta.
1768 avtog all myntning av öresvalörer både i koppar och silver och en ny myntordning kom som sade att 3 daler SM = 1 riksdaler = 96 öre SM. Nya mynt i valörerna 16 öre SM, 8 öre SM och 4 öre SM i silver slogs i Stockholm. 1776 kom en ny myntrealisation som fastställde att 1 riksdaler var lika med 48 skilling och öresmyntet försvann så sakteliga. Men Gustav III hann prägla ett silvermynt med öresvalör, 16 öre SM. Dessutom slogs ett ental öresvalörer av koppar, 2 öre SM 1777, 1 öre SM 1778 samt 1 öre KM 1772 och 1778. Sedan användes bara öresmynt i koppar att prägla nya mynt med.

### 1800- och 1900-talen (Sverige)

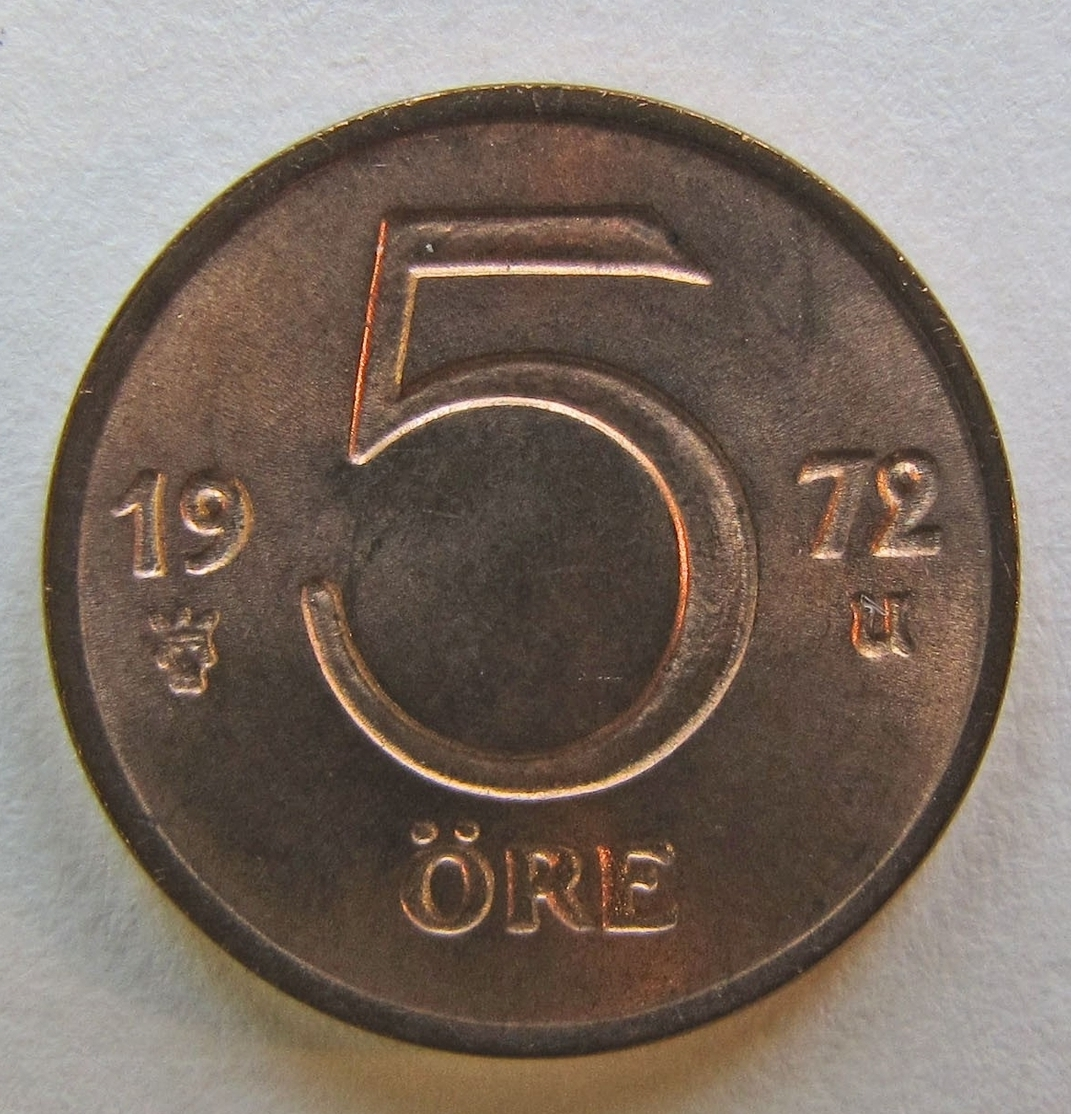
Femöringen tas bort i Sverige 1985

1855 infördes decimalsystemet. Huvudmyntet kallades riksdaler riksmynt (= 1/4 riksdaler specie) och delades in i 100 öre. Alltså blev 1/8 riksdaler specie 50 öre och 1/16 riksdaler eller 12 skilling 25 öre. Att vissa kallade 25 öre för tolvskilling en bit in på 1900-talet hängde samman med denna reform.
Samtidigt kom silvermynten 50 öre, 25 öre samt 10 öre och kopparmynt i 5 öre, 2 öre, 1 öre samt 1/2 öre. De första i silver präglades i Stockholm 1855 och de första i koppar året efter, också det i Stockholm.
I Sverige användes halvören fram till 1872, men när Sverige, Danmark (1873) och Norge (1875) anslöt sig till den Skandinaviska myntunionen och införde kronan 1873 som gemensam valuta drogs halvöret in.  Valörerna framöver inom unionen, och även senare i de olika länderna var ettöring, tvåöring, femöring, tioöring, tjugofemöring och femtioöring. Diametrarna var 16, 21, 27 (18 efter 1972), 15, 17, resp. 22 (18,75 fr o m 1992) med mera. Vikterna (i brons resp kopparnickel) var 2, 4, 8 (2,64 fr o m 1972), 1,5, 2,4, resp. 4,8 (3,7 fr o m 1992) gram. Dessa drogs in efterhand – 1 och 2 öre (30 juni 1972 i Sverige), 5 och 25 öre 1985 samt 10 öre 1992 (i Sverige).

### 2000-talet
Sveriges riksbank beslöt den 18 december 2008 att 50-öringen skulle försvinna som betalningsmedel den 30 september 2010, och Norge beslöt att dra in 50-öringen från och med 1 maj 2012, så idag har endast Danmark 50-öringen kvar. Öret finns dock kvar som räkneenhet.